# Алоизи, Бальдассаре
Бальдассаре Алоизи, или Бальдассаре Галанино, Иль Галанино (итал. Baldassare Aloisi, Baldassare Galanino, Il Galanino; 22 ноября 1577, Болонья — 1638, Рим) — итальянский живописец, рисовальщик и гравёр болонской школы. Работал в жанрах портрета, пейзажа, был мастером офорта.

## Биография и творчество
Алоизи родился в Болонье, был родственником и учеником Лодовико Карраччи. Его мать, Елена Дзенцанини, приходилась двоюродной сестрой Агостино и Аннибале Карраччи. На Элеоноре Алоизи, дочери Бальдассаре, был женат известный болонский живописец Дж. Ф. Гримальди. У Алоизи было два сына, Вито Андреа и Джозеффе Карло, оба художники.
Вначале Бальдассаре Алоизи пробовал себя в теоретических сочинениях, но, не получив признания, в 1607 году переехал в Рим, где вскоре стал признанным живописцем-портретистом. Он также выполнял офорты по собственным рисункам и по оригиналам других художников в беглой живописной манере.
Одна из его лучших картин, «Посещение Марией Елисаветы», находится в первой капелле церкви Санта-Мария-делла-Карита в Болонье. В Риме Бальдассаре Алоизи писал портреты самых знаменитых людей своего времени. Для церквей он также написал несколько алтарных картин, главной из которых была большая картина, изображающая «Коронацию Девы» в церкви Джезу-э-Мария на Виа-дель-Корсо в Риме. Среди его гравюр выделяются пятьдесят офортов по мотивам росписей Рафаэля с учениками в «Лоджиях Рафаэля» в Ватикане.